# بیمارستان قلب شهید رجایی (تهران)
بیمارستان قلب شهید رجایی تهران با نام پیشین بیمارستان ملکه مادر در سال ۱۳۵۳ افتتاح شد و آغاز به کار کرد. این بیمارستان تخصصی قلب که بهترین بیمارستان قلب در خاورمیانه محسوب می‌شود یکی از بزرگ‌ترین بیمارستان‌های قلب در آسیاست؛ و زیر نظر دانشگاه علوم پزشکی ایران مشغول فعالیت است و در حال حاضر بیش از ۶۰۰ تخت فعال دارد و روزانه پذیرای حدود ۱۰۰۰ بیمار از نقاط مختلف کشور است.
و بعنوان قطب علمی قلب کشور ایران انتخاب شد.

## تاریخچه
مرکز آموزشی، تحقیقاتی و درمانی قلب و عروق شهید رجایی (بیمارستان قلب شهید رجایی) یکی از بزرگترین بیمارستان‌های قلب در آسیا به‌شمار می‌رود. این بیمارستان در سال ۱۳۵۳ با گنجایش ۴۰۰ تخت افتتاح شده‌است. اما عملاً با ۲۶۵ تخت فعالیت خود را آغاز کرد. در بدو افتتاح، بیمارستان شامل بخشهای ICU و CCU با ۱۲ تخت، بخش خصوصی با ۱۸ تخت و بخش VIP چهار تخت بود. از دیگر بخش‌های فعال بیمارستان قلب اتاق عمل (۲ اتاق فعال)، کاتتریسم و آنژیو گرافی، رادیولوژی، آزمایشگاه مرکزی، آزمایشگاه تحقیقات پزشکی، آزمایشگاه تحقیقات تجربی، بخش دیالیز، کتابخانه، داروخانه، فیزیوتراپی، اتوپسی و مددکاری و مدرسه بهیاری بوده‌است.
در سال ۱۳۵۶ تعداد تخت‌های فعال به ۳۶۶ تخت رسید؛ و در طی سال‌های ۱۳۵۹ تا ۱۳۶۵ تغییرات کیفی بیمارستان به این شرح بوده‌است: اضافه شدن بخش‌های اورژانس، پزشکی هسته ای، آزمایشگاه تحقیقات، آزمایشگاه تحقیقات تجربی ، اکوکاردیوگرافی، دندانپزشکی. همچنین تعداد تختهای بیمارستان به حداکثر ظرفیت پیش‌بینی شده خود یعنی ۴۰۰ تخت رسید ودرسال ۱۳۶۵ بخش انقلاب با ۱۶ تخت (در زمان جنگ به دلیل مصدومان شیمیایی و مجروحان جنگی) فعالیت خود را آغاز نمود.
در سال ۱۳۷۰ بخش آنژیوگرافی بیمارستان با انجام آنژیوپلاستی گسترش قابل ملاحظه ای یافت و تا سال ۱۳۷۱ تعداد تخت‌های فعال بیمارستانبه ۴۵۰ تخت رسید؛ و بخش اورژانس بیمارستان در این سال از ۱۰ تخت به ۲۱ تخت با تجهیزات بخش CCU فعالیت خود را گسترش داد و در نیمه دوم سال تعداد اتاق‌های عمل بیمارستان از ۴ اتاق به ۶ اتاق عمل افزایش یافت.
در سال ۱۳۷۲و۱۳۷۳ با افتتاح بخش Post CCU مردان با ظرفیت ۳۳ تخت و بخش CCU B بزرگسال با ۱۲ تخت ،ICU B بزرگسال با ۱۲ تخت و ICU جراحی قلب کودکان با ۱۲ تخت که در حقیقت با این تغییرات بیمارستان دارای دو بخشCCU بزرگسال و سه بخش ICU بزرگسال و یک بخش ICU جراحی کودکان گردید، تعداد تخت‌های بیمارستان به ۵۰۸ تخت رسید؛ و همچنین بخش رادیولوژی فعالیت سونوگرافی و بخش اکوکاردیوگرافی فعالیت اکو از طریق مری(TEE) را به مجموعه خدمات خود افزودند.
در سال ۱۳۷۵ با افتتاح بخش CCU بزرگسال با ظرفیت ۱۲ تخت و تغییرات تدریجی، تعداد تختهای فعال بیمارستان به ۵۴۴ تخت رسید و تعداد اتاقهای عمل از ۶ اتاق به ۱۱ اتاق افزایش یافت. همچنین بخش CCU کودکان به ICU طبی کودکان تبدیل شد.
در سال ۱۳۷۶ با افزودن تجهیزات به بخش خصوصی۲، این بخش به CCU F تغییر داده شد و در سال ۱۳۷۹و۱۳۸۰ بخش آنژیوگرافی بیمارستان به بخش پیس میکر و الکتروفیزیولژی مجهز و گسترش یافت و همچنین بخش Post CCU زنان با ظرفیت ۲۶ تخت شروع به کار نموده و کلینیک‌های فوق تخصصی شامل کلینیک‌های: ریه، کلیه (نفرولوژی)، مغز و اعصاب (نورولوژی)، غدد و متابولیسم، پوست و عفونی، فعالیت خود را آغاز نموده‌اند.
در سال ۱۳۸۳ واحد سی تی اسکن در بخش رادیولوژی راه‌اندازی شد. همچنین در این سال بخش جراحی زنان مجهز به ICU جراحی زنان (با ۶ تخت) و جراحی مردان مجهز به ICU جراحی مردان (با ۵ تخت) شد. کلینیک بیهوشی نیز در این سال فعالیت خود را آغاز کرد.
در دی ماه سال ۱۳۸۴ بخش ICU G بزرگسال با ۸ تخت فعالیت خود را آغاز کرد و در سال ۸۵ با افزودن ۴ تخت این بخش ۱۲ تخته شد. کلینیک سنکوپ از اردیبهشت ماه ۱۳۸۴ فعالیت خود را آغاز کرد. در سال ۸۶ بخش کت لب گسترش پیدا کردوکت لب اطفال ازکت لب بزرگسال جدا شده و۲ اتاق به مجموعه کت لب‌ها و ۱ اتاق به EP lab اضافه شد.
در سال ۸۷ بخشهای داخلی زنان با اضافه شدن ۵ تخت از ۵۱ به ۵۶ تخت و جراحی زنان با اضافه شدن ۳ تخت از ۴۷ به ۵۰ تخت رسیده و مجموع تختهای بیمارستان به ۵۷۱ تخت افزایش پیدا کرد. در این سال کلینیک‌های فوق تخصصی طب فیزیکی و توانبخشی، عروق محیطی راه‌اندازی شد و بخش اکوکاردیوگرافی فعالیت اکو از طریق مری اطفال (TEE) و اکو قلب جنینی را به مجموعه خدمات خود افزود. درسال ۸۸ کلینیکهای فوق تخصصی گوارش و فیلم خوانی به مجموعه کلینیک‌های این مرکز افزوده شد. همچنین در این سال مرکز MRI راه‌اندازی شد.
در اواخر سال ۱۳۷۸ بخش اکوکاردیوگرافی، فعالیت استرس اکو را به مجموعه خدمات خود افزود و در همان سال کلینیک‌های پیس میکر، ریسک فاکتور، نوتوانی و کلینیک بررسی سلامت قلب فعالیت خود را آغاز نمودند.
در سال ۱۳۹۰بخش اسکوپی جهت انجام خدمات آندوسکوپی، کولونوسکوپی، برونکوسکوپی افتتاح شد. همچنین بخش Day Clinic با ۵ تخت و بخش New CCU F با ۲۱ تخت، در این سال راه‌اندازی شد.
در سال ۱۳۹۱ کلینیک پیشگیری و ارتقای سلامت با کسب مجوز از وزارت بهداشت افتتاح شد و بیمارستان به شبکه بیمارستان‌های ارتقا دهنده سلامت سازمان جهانی بهداشت پیوست.
در سال ۱۳۹۱ بخش اورژانس بازسازی اساسی شد و بخش‌های دیپلمات و VIP جهت پذیرش بیماران خارجی و گردشگری سلامت افتتاح گردید.
در سال ۱۳۹۲بخشPOST ICU کودکان به ICU کودکان و همچنین بخش MICU به CCU B تغییر کاربری داد.